# Марси (италийци)
Вижте пояснителната страница за други значения на Марси.
Марсите са антично сабинско племе , което обитавало планините и стратегическите проходи в Средна Италия недалеч от Фуцинското езеро (Fucinus lacus). Сула води битка с тях. Главното средище на марсите бил Марувий (Marruvium, днес Сан Бенедето). Играли голяма роля в гражданската война през I в. пр.н.е. Известни били като укротители на змии и като опитни магьосници.